# Märklin
Pour les articles homonymes, voir Märklin (homonymie).
 (février 2016).
Si vous disposez d'ouvrages ou d'articles de référence ou si vous connaissez des sites web de qualité traitant du thème abordé ici, merci de compléter l'article en donnant les références utiles à sa vérifiabilité et en les liant à la section « Notes et références ».
Märklin est un fabricant allemand de trains miniatures. La société est fondée à Göppingen en 1859 et était alors spécialisée dans les accessoires de maisons de poupée. Ce n'est qu'un peu plus tard qu'elle se spécialise dans les  jeux de construction, petites machines à vapeur, véhicules routiers et train à traîner.
Märklin est ainsi devenu un important groupe européen de modélisme ferroviaire, notamment connu pour son système d'alimentation des trains par un troisième rail, spécifique à la marque. Plusieurs marques appartiennent au groupe, telles que LGB ou Trix.

## Histoire
Après son remariage avec Caroline Hettich en 1859, le plombier, Theodor Friedrich Wilhelm Märklin se lance dans la fabrication de petites cuisines pour les poupées.
En 1891, les fils du fondateur de la société fabriquent un premier train à mouvement d'horlogerie avec voie modulaire en forme de 8. C'est elle qui va peu à peu imposer des écartements de voie qui deviendront les standards internationaux actuels[réf. souhaitée]. C'est d'abord en 1891, le 1 (Eins) soit le 1/32 avec une voie de 45 mm de large (maintenant désigné par I, chiffre romain). Dès 1895, les premiers trains électriques et à vapeur en écartement 1 ; fabrication de bateaux en métal (paquebots, cuirassés...) voient le jour. 1900 voit l'introduction de l'échelle 0 soit le 1:45 avec une voie de 32 mm d'écartement.
Dès 1935, le fabricant introduit l'échelle 00 (1:76) qui préfigure l'échelle HO, les deux systèmes compatibles utilisent une voie de 16,5 mm d'écartement entre deux rails, devenue le standard international. L'alimentation du matériel roulant fait appel au courant alternatif 20 volts, l'inversion du sens de marche par une surtension momentanée du courant envoyé dans la voie.
En 1937, une gamme complète de voies, accessoires, locomotives et wagons est disponible. Märklin expose un important réseau à la Foire de Nuremberg.
En 1972, considérant ne pas pouvoir se démarquer de la concurrence avec l'échelle N (1:160), la société présente l'échelle Z (1:220 avec une voie de 6,5 mm d'écartement).
Le 4 février 2009, Märklin dépose son bilan au tribunal de Göppingen. Plusieurs repreneurs potentiels se déclarent mais, le 25 octobre 2010, les dirigeants de Märklin annoncent une sortie de crise et nomment comme PDG Stefan Löbich.

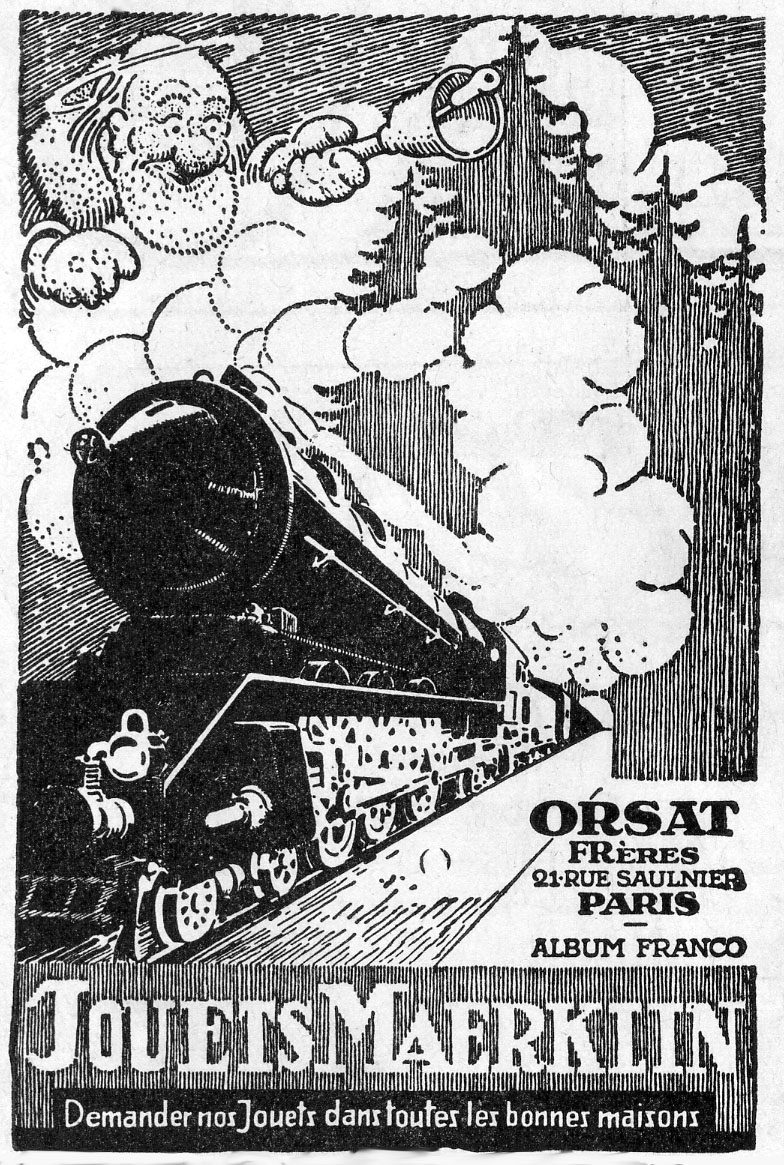
Réclame pour les jouets Maerklin en 1923 (L'Illustration).
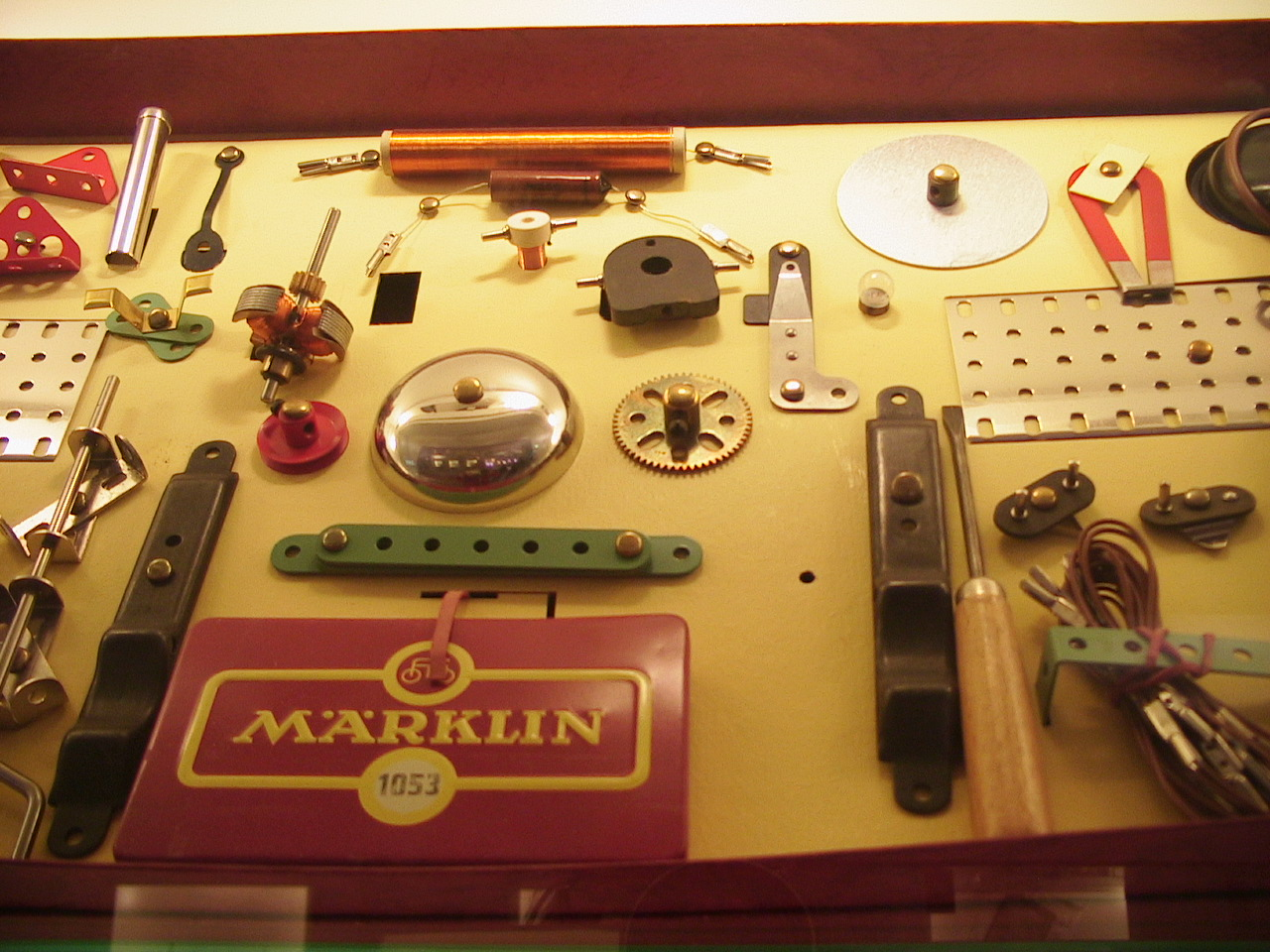
Jeu ancien d'initiation à l'électricité (Musée Märklin).

## Rachats d'autres sociétés
Après avoir racheté la société Hamo en 1966, Märklin proposera une version « 2 rails à courant continu » de son matériel sous cette dénomination jusqu'en 1995.
Dans les années 1980, Märklin rachète son concurrent Trix et harmonise les deux gammes, spécialisant Trix dans le système à courant continu (HO 1:87) et dans l'échelle N sous la marque Minitrix.
En 2006, Märklin rachète la firme Lehmann Gross Bahn (LGB) dans l'échelle G, spécialisée dans les trains de jardin, confirmant ainsi son prestige[Interprétation personnelle ?] et sa position sur trois échelles différentes.

## Le système de rails Märklin
Le système Märklin est basé sur l'usage d'un troisième rail inséré dans le ballast avec des picots dépassant de la voie pour assurer un contact électrique. Les deux rails extérieurs sont connectés électriquement. Ceci permet un câblage simplifié notamment sur les boucles de retournement.
Trois gammes de voie existent :
- la voie M pour « Metall » (métaux), plus ancienne, en métal avec un troisième rail visible en continu jusqu'en 1956, puis discontinu. Ces anciennes voies sont globalement compatibles avec le matériel plus récent ;
- la voie K pour « Kunstoff » (plastic), avec un rail central sous forme de petits picots ;
- la voie C pour « Click » dont la voie est posée sur un ballast en plastique. Cette voie est prévue pour les enfants car facilement montable et démontable et résistant à l'écrasement.

Le système Märklin est incompatible avec les matériels des autres constructeurs. Les roues étant reliées électriquement causent des courts-circuits sur les voies classiques « 2 rails à courant continu ». Le profil des roues est aussi différent (norme NEM 340). De plus, pendant longtemps, Märklin a été la seule marque à utiliser du courant alternatif pour ses trains à l'échelle H0, bien que à partir des années 1960, Fleischmann, HAG, Röwa, Roco et d'autres ont produit des trains pour le système Märklin.
Quelques modélistes ont converti les matériels Märklin pour des voies en courant continu 2 rails, et après le rachat de HAMO, Märklin a commencé à proposer des locomotives à courant continu, d'abord sous la marque HAMO puis sous la marque Trix après son rachat. De nos jours, beaucoup de matériels Märklin sont disponibles pour courant continu.

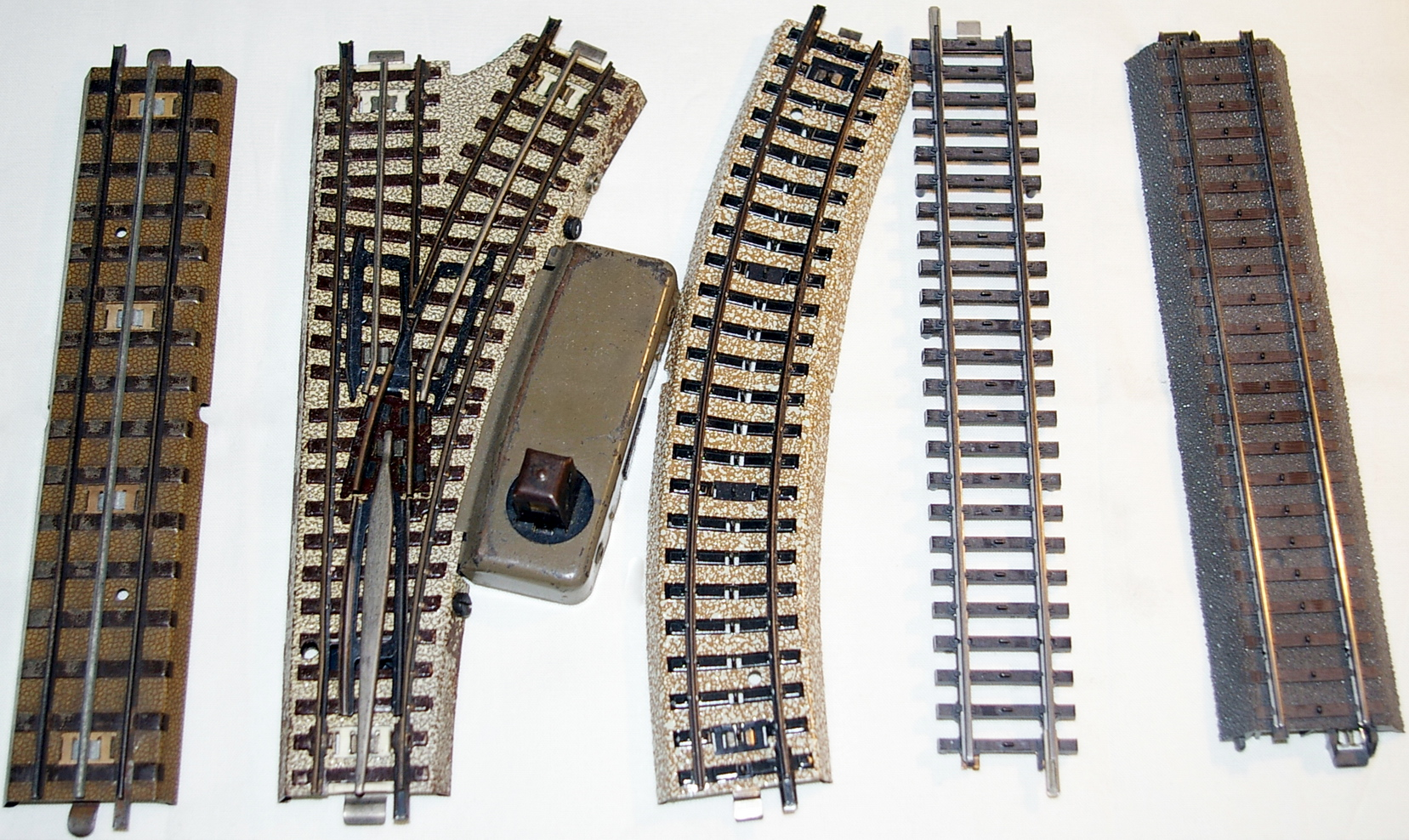
De gauche à droite : ancien rail M (1936-1946), rail M (1952–1956), rail M (1956–2000), rail K (depuis 1969), rail C (depuis 1996).
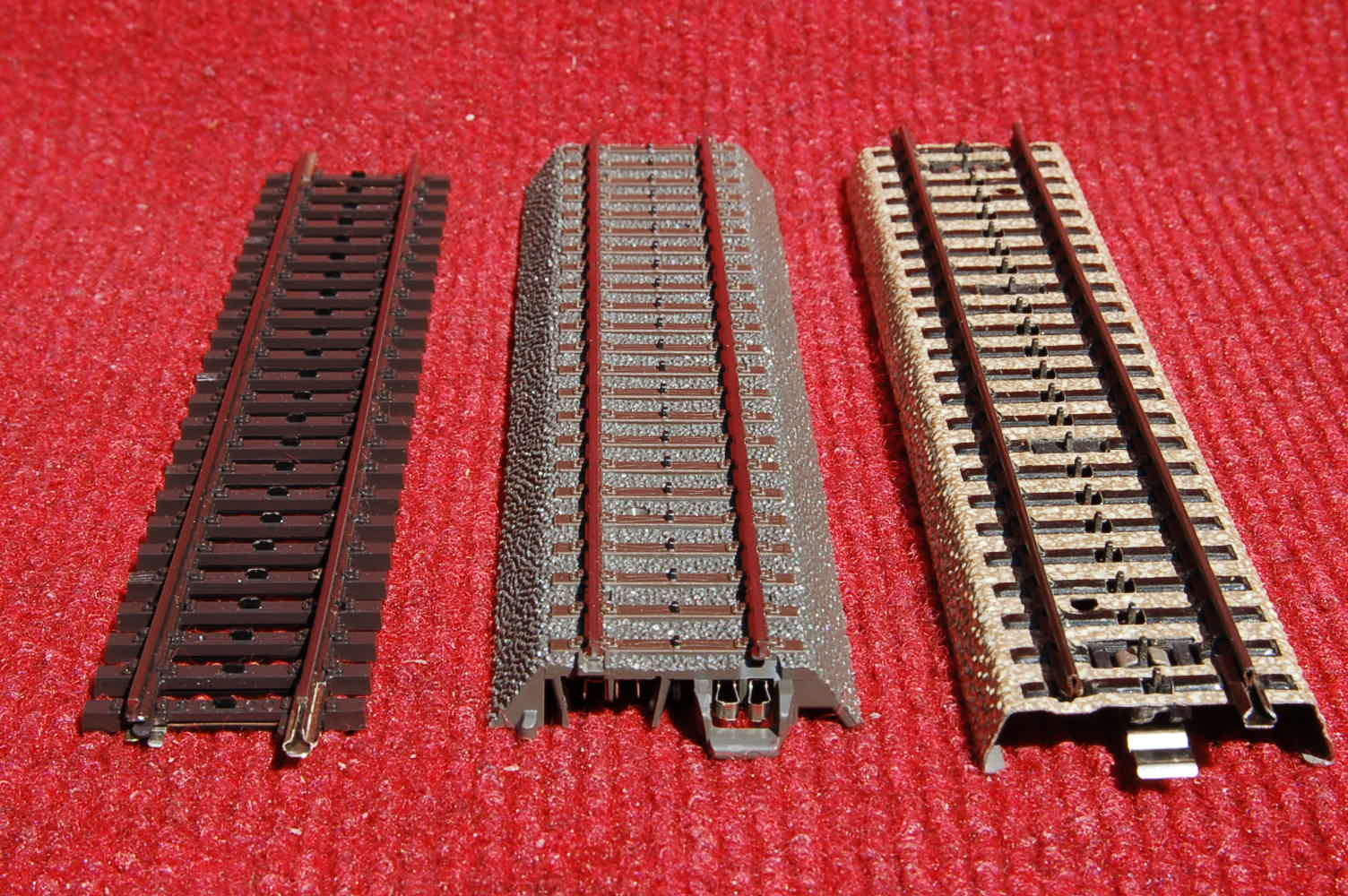
De gauche à droite, les gammes K, C et M.

## Märklin Digital

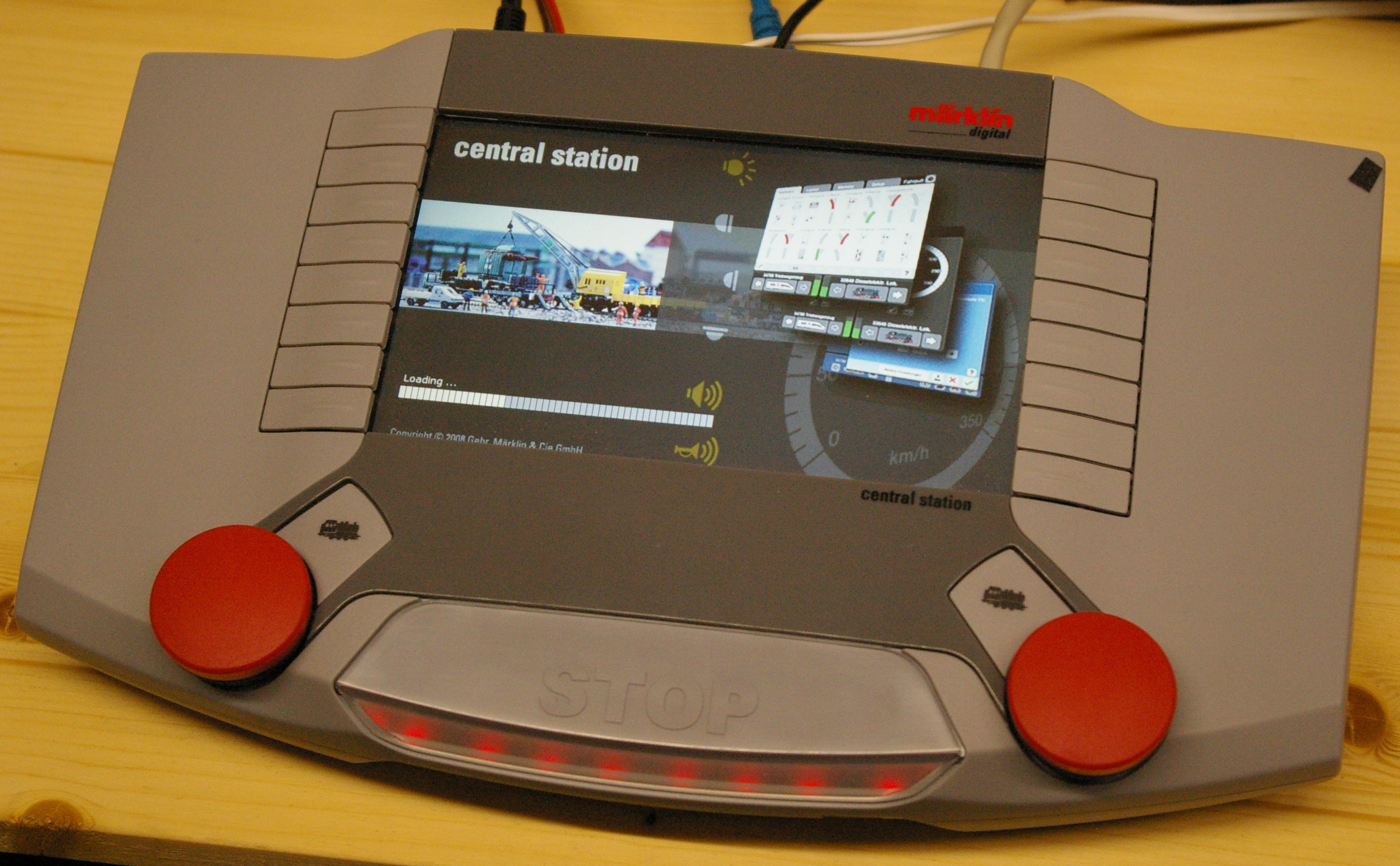
La Central Station.

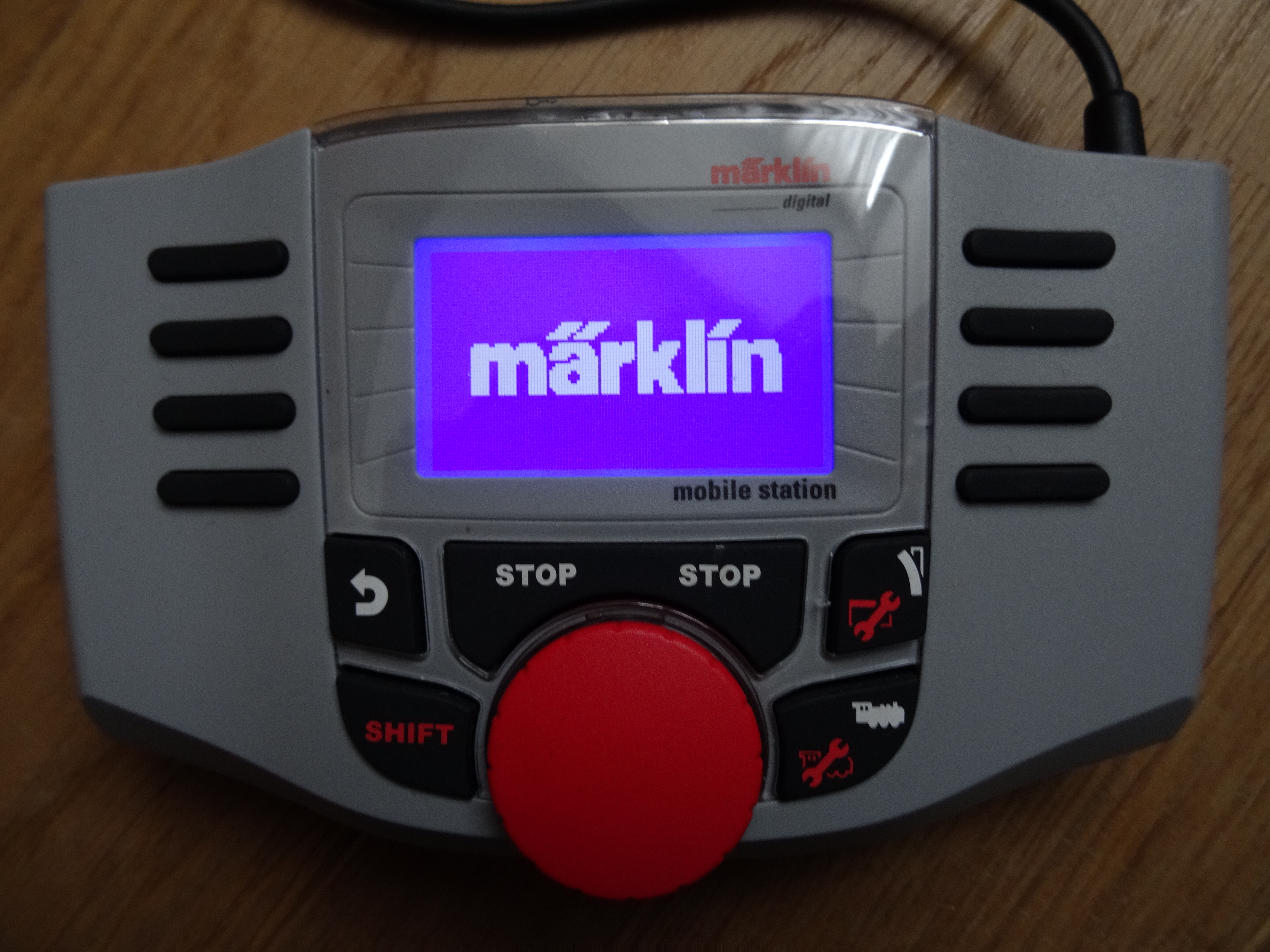
La Mobile Station Märklin.

Märklin Digital a été le premier système de contrôle numérique de matériel ferroviaire, développé conjointement avec Lenz et présenté au salon du jouet de Nuremberg en 1984 (décodeur c80). Il consistait en un système complet de décodeur inséré dans les locomotives, (basé sur un composant Motorola), centrale de contrôle, une interface avec un ordinateur, décodeurs d’accessoires, de relais numériques et de modules S88 de rétro signalisation.
Une évolution est survenue en 1993/1994, pour augmenter le nombre de fonctions adressables (1+4), gérer le sens de la marche.
En 2004 Märklin a annoncé une nouvelle génération de composants numériques sous le nom de Märklin Systems incluant de nouvelles centrales de contrôle et des décodeurs de locomotive qui supportent les communications bidirectionnelles. C'est-à-dire, ils peuvent se déclarer eux-mêmes sur le contrôleur afin d’éviter des conflits d'adressage numérique. Märklin en collaboration avec ESU ont produit de nouveaux décodeurs qu'ils identifient comme mFx.
Les centrales Märklin ne sont pas à l'origine compatibles avec le standard DCC mais en 2008, une nouvelle version de centrale fabriquée par Märklin a fait son apparition : avec écran couleur et gestion des protocoles Digital Command Control (depuis la Version 1.2.5 du micrologiciel interne), permettant de commander la quasi-totalité des décodeurs vendus sur le marché et ainsi d'être compatible avec les matériels de la concurrence (gestion de matériel roulant 2 rails continu numérisé)
La dernière télécommande sortie par Märklin est la Central Station qui peut gérer jusqu'à 9 999 locomotives.
En 2014, la société met au point le décodeur numérique mFx+ qui permet non seulement une simulation du poste de conduite (uniquement avec la Central Station), mais aussi une simulation de la consommation en charbon, en sable, ou même en diesel selon le type de locomotive.